# Comisión de Investigación de Accidentes Ferroviarios
La Comisión de Investigación de Accidentes Ferroviarios (CIAF) es un órgano del Gobierno de España encargado de investigar los accidentes ferroviarios graves que se produzcan sobre la Red Ferroviaria de Interés General y los demás accidentes e incidentes ferroviarios cuando así lo considere.
Está adscrita al Ministerio de Transportes y Movilidad Sostenible, a través de la Subsecretaría de dicho departamento, que realiza sus actividades independientemente de la Agencia Estatal de Seguridad Ferroviaria (AESF), el Adif y de las diferentes empresa ferroviarias en España.

## Historia
Antes de la CIAF, la Dirección General de Ferrocarriles era la encargada de la investigación de accidentes ferroviarios según las competencias que le atribuía el Reglamento del Sector Ferroviario, aprobado por el Real Decreto 2387/2004, de 30 de diciembre.
La Directiva europea 2004/49/CE de seguridad ferroviaria reguló el establecimiento de un órgano específico para la investigación de accidentes ferroviarios. La directiva fue transpuesta al ordenamiento jurídico español por el Real Decreto 810/2007. Entonces fue creada la Comisión de Investigación de Accidentes Ferroviarios (CIAF), que inició su actividad el 11 de diciembre de 2007.
En septiembre de 2013 la Comisión Europea inició formalmente un procedimiento de infracción contra España por incumplimiento de la Directiva de seguridad ferroviaria 2004/49/CE. Consideraba que la CIAF no era independiente ya que sus miembros eran nombrados por el Ministerio de Fomento y en las investigaciones participaba personal de Adif y Renfe, empresas con intereses en los accidentes. El Gobierno español modificó la composición y funcionamiento de la CIAF para adecuarse a la directiva: los miembros de la CIAF pasaron a ser propuestos por Fomento pero aprobados por el Congreso de los Diputados. En mayo de 2016 la Comisión Europea cerró el caso.
En enero de 2019 la Comisión Europea volvió a iniciar un procedimiento de infracción contra España por incumplimiento de la Directiva de seguridad ferroviaria 2004/49/CE. Consideraba que los métodos de trabajo de la CIAF no se ajustaban a los parámetros de la normativa comunitaria.
La Ley 2/2024, de 1 de agosto, para la creación de AAIITAI, Autoridad Administrativa Independiente para la Investigación Técnica de Accidentes e Incidentes ferroviarios, marítimos y de aviación civil, dispone una pronta derogación del Real Decreto 810/2007 y, consiguientemente, el cese del uso tanto del nombre "Comisión de Investigación de Accidentes Ferroviarios" como del acrónimo "CIAF", si bien, transitoriamente, tanto uno como otro continúan en uso.

## Composición
El pleno de la CIAF está compuesto por un presidente, cinco vocales y un secretario (que participa en las reuniones con voz pero sin voto). Tres de los vocales han de ser ingenieros. El mandato del presidente y de los vocales es de seis años sin posibilidad de reelección. El Ministerio de Fomento propone el nombramiento de los miembros de la CIAF y se lo comunica a la comisión competente del Congreso de los Diputados, que puede aceptar o vetar a la persona propuesta como presidente.

## Accidentes ferroviarios investigados
- Accidente ferroviario de Arévalo de 2010
- Accidente ferroviario de Castelldefels de 2010
- Accidente ferroviario de Mataró de 2012
- Accidente ferroviario de Santiago de Compostela de 2013
- Accidente ferroviario de Porriño de 2016